# 昭明
昭明（？—？），子姓，名昭明，契之子，相土之父，商汤的十二世祖。商部族的第二任首領。雖然司馬遷著《史記·殷本紀》時，有提到他，不過沒有描述其的事蹟。
契因協助禹處理洪水完畢，被虞舜擔任司徒一職，負責掌管教育人民的權力，同時封於商（今陝西省商縣），使商部族因此誕生。契死后，昭明继位，昭明死后，相土继位。因昭明只见于晚出的书，且记载甚少，所以比较可疑，很可能是后人为了凑足“十有四世而兴”随意搀入的。
近来，学者郑慧生认为，“昭明相土昌若曹圉”是一句典诰古语，与《尧典》“百姓昭明协和万邦”是一类的话，古人不慎，将其变做人名羼入《世本》，太史公不察，将其摭入《本纪》，昭明、相土、昌若、曹圉四位商族的先公并不存在；而蔡哲茂受此启发，考证后认为后人误解《荀子》中“生昭明”之意，将形容词“昭明”误以为人名，而战国末赵人编纂《世本》将其采入，以致混淆。
丁山认为甲骨文之“囧”便是昭明。江林昌认为这是对“囧”字的误读。金相同、蔡哲茂等学者认为甲骨文之“岳”即指昭明。认为卜辞中有同音假借现象，如阳甲写作“羊甲”、“羌甲”，甲骨文“岳”字从羊从火（或从山，甲骨文中“山”、“火”形近，难以判定），假借“羊”音代表“阳”、“日”。

## 家族
- 先世：
  - 父親：契[1]

- 子：
  - 兒子：相土[1]

## 参阅
- 岳
- 囧
- 《史記·殷本紀》